# Leucocintractia
Leucocintractia är ett släkte av svampar. Leucocintractia ingår i familjen Anthracoideaceae, ordningen Ustilaginales, klassen Ustilaginomycetes, divisionen basidiesvampar och riket svampar.
|                 | Cintractia |
|                 | |
|                 | Tolyposporium |
|                 | |
|                 | Anthracoidea |
|                 | |
|                 | Testicularia |
|                 | |
|                 | Farysia |
|                 | |
|                 | Schizonella |
|                 | |
|                 | Pilocintractia |
|                 | |
|                 | Portalia |
|                 | |
|                 | Dermatosorus |
|                 | |
|                 | Ustanciosporium |
|                 | |
|                 | Moreaua |
|                 | |
|                 | Kuntzeomyces |
|                 | |
|                 | Stegocintractia |
|                 | |
| Leucocintractia | \| \| Leucocintractia scleriae \| \| \| \| \| \| Leucocintractia affinis \| \| \| \| \| \| Leucocintractia leucoderma \| \| \| \| \| \| Leucocintractia leucodermoides \| \| \| \| \| \| Leucocintractia pachyderma \| \| \| \| \| \| Leucocintractia portus-argenti \| \| \| \| |
|                 | \| \| Leucocintractia scleriae \| \| \| \| \| \| Leucocintractia affinis \| \| \| \| \| \| Leucocintractia leucoderma \| \| \| \| \| \| Leucocintractia leucodermoides \| \| \| \| \| \| Leucocintractia pachyderma \| \| \| \| \| \| Leucocintractia portus-argenti \| \| \| \| |
|                 | Farysporium |
|                 | |
|                 | Heterotolyposporium |
|                 | |
|                 | Trichocintractia |
|                 | |
|                 | Orphanomyces |
|                 | |
|                 | Planetella |
|                 | |
|                 | Crotalia |
|                 | |
|                 | Leucocintractia scleriae |
|                 | |
|                 | Leucocintractia affinis |
|                 | |
|                 | Leucocintractia leucoderma |
|                 | |
|                 | Leucocintractia leucodermoides |
|                 | |
|                 | Leucocintractia pachyderma |
|                 | |
|                 | Leucocintractia portus-argenti |
|                 | |

|  | Leucocintractia scleriae       |
|  |                                |
|  | Leucocintractia affinis        |
|  |                                |
|  | Leucocintractia leucoderma     |
|  |                                |
|  | Leucocintractia leucodermoides |
|  |                                |
|  | Leucocintractia pachyderma     |
|  |                                |
|  | Leucocintractia portus-argenti |
|  |                                |